# Opere di Guido Reni
Segue un elenco esaustivo (ma comunque incompleto) delle opere (sia dipinti che affreschi) del pittore Guido Reni (1575-1642).
La lista non comprende opere distrutte, o facenti parte di collezioni private (se non particolarmente note), nonché di bottega, di scuola o di seguaci. 

## Affreschi
| Immagine | Titolo                                                                | Anno            | Tecnica                             | Dimensioni                                                 | Collocazione                                                 | Città e nazione    | Note |
| -------- | --------------------------------------------------------------------- | --------------- | ----------------------------------- | ---------------------------------------------------------- | ------------------------------------------------------------ | ------------------ | --- |
|          | Caduta di Fetonte                                                     | 1596-1598       | affresco                            | 256×222 cm                                                 | Palazzo Rossi                                                | Bologna            | |
|          | Separazione della luce dalle tenebre                                  | 1596-1598       | affresco                            |                                                            | Collezione Bankes                                            | Kingston Lacy      | |
|          | Fortezza                                                              | 1599 circa      | affresco staccato                   | 262,5×140 cm                                               | Pinacoteca Nazionale                                         | Bologna            | |
|          | Giustizia                                                             | 1599 circa      | affresco staccato                   | 262,5×140 cm                                               | Pinacoteca Nazionale                                         | Bologna            | |
|          | Incoronazione di spine                                                | 1600-1601       | affresco                            | 320×182 cm                                                 | Oratorio di San Colombano                                    | Bologna            | |
|          | Orazione nell'orto                                                    | 1600-1601       | affresco                            | 320×210 cm                                                 | Oratorio di San Colombano                                    | Bologna            | |
|          | Sansone solleva le porte di Gaza                                      | 1608 circa      | affresco                            | 241×166 cm                                                 | Musei Vaticani (Appartamenti, sala delle Nozze Aldobrandini) | Città del Vaticano | |
|          | Sansone uccide i filistei                                             | 1608 circa      | affresco                            | 350×166 cm                                                 | Musei Vaticani (Appartamenti, sala delle Nozze Aldobrandini) | Città del Vaticano | |
|          | Sansone uccide il leone                                               | 1608 circa      | affresco                            | 241×166 cm                                                 | Musei Vaticani (Appartamenti, sala delle Nozze Aldobrandini) | Città del Vaticano | |
|          | Trasfigurazione - Discesa dello Spirito Santo - Ascensione            | 1608 circa      | affresco                            | 182 cm diam. (i due tondi) 182×373 cm (scomparto centrale) | Musei Vaticani (Appartamenti, sala delle Dame)               | Città del Vaticano | |
|          | Sant'Andrea condotto al martirio                                      | 1608 circa      | affresco                            | 410×640 cm                                                 | Chiesa di San Gregorio al Celio                              | Roma               | |
|          | L'Eterno in gloria con angeli e musici                                | 1609            | affresco                            | 340×560 cm                                                 | Chiesa di San Gregorio al Celio                              | Roma               | |
|          | Nascita della Vergine                                                 | 1609-1611       | affresco                            | 360×335 cm                                                 | Palazzo del Quirinale, cappella dell'Annunziata              | Roma               | |
|          | Madonna che cuce e angeli (Madonna del cucito)                        | 1609-1611       | affresco                            | 210×200 cm                                                 | Palazzo del Quirinale, cappella dell'Annunziata              | Roma               | |
|          | Madonna accolta dall'Eterno e angeli musici                           | 1609-1611       | affresco                            |                                                            | Palazzo del Quirinale, cappella dell'Annunziata              | Roma               | |
|          | L'Eterno in gloria e angeli cantori                                   | 1609-1611       | affresco                            | 425×180 cm                                                 | Palazzo del Quirinale, cappella dell'Annunziata              | Roma               | |
|          | San Carlo Borromeo                                                    | 1611            | affresco staccato e portato su tela | 79×105 cm                                                  | Convento dei Servi                                           | Bologna            | |
|          | Coppia di putti con mitra                                             | 1611            | affresco staccato e portato su tela | 83×74 cm                                                   | Convento dei Servi                                           | Bologna            | |
|          | Coppia di putti con pastorale                                         | 1611            | affresco staccato e portato su tela | 83×74 cm                                                   | Convento dei Servi                                           | Bologna            | |
|          | Affreschi nel transetto sinistro della chiesa di Santa Maria Maggiore | 1611-1612       | affresco                            |                                                            | Chiesa di Santa Maria Maggiore                               | Roma               | Due scene nelle due mezze lune ai lati del finestrone di sinistra ed i due gruppi con tre sacerdoti greci e tre sante regine nel sottarco |
|          | Affreschi nel transetto destro della chiesa di Santa Maria Maggiore   | 1611-1612       | affresco                            |                                                            | Chiesa di Santa Maria Maggiore, cappella Paolina             | Roma               | Due scene nelle due mezze lune ai lati del finestrone di destra ed i due gruppi con tre sacerdoti greci e tre sante regine nel sottarco   |
|          | L'aria e il fuoco                                                     | 1612            | affresco                            |                                                            | Palazzo Orlandini                                            | Bologna            | |
|          | Eterno in gloria e angeli                                             | 1612            | affresco                            |                                                            | Chiesa della Santa Trinità dei Pellegrini                    | Roma               | |
|          | Serie di dieci coppie di Putti                                        | 1612            | affresco                            | 150×80 cm                                                  | Palazzo Rospigliosi Pallavicini                              | Roma               | |
|          | L'Aurora                                                              | 1612-1614 circa | affresco                            | 280×700 cm                                                 | Casino Rospigliosi Pallavicini                               | Roma               | |
|          | San Carlo Borromeo in preghiera                                       |                 | affresco staccato e tagliato        |                                                            | Chiesa di San Carlo ai Catinari                              | Roma               | |
|          | Gloria di san Domenico                                                | 1613            | affresco                            | 800 cm di diametro                                         | Basilica di San Domenico                                     | Bologna            | |
|          | Cristo in gloria                                                      | 1615-1621       | affresco                            |                                                            | Duomo di Ravenna                                             | Ravenna            | |
|          | Putto dormiente                                                       | 1627            | affresco staccato                   | 57×56 cm                                                   | Galleria nazionale d'arte antica di Palazzo Barberini        | Roma               | |

## Dipinti
| Immagine | Titolo | Anno                  | Tecnica        | Dimensioni         | Collocazione                                          | Città e nazione      | Note |
| -------- | --- | --------------------- | -------------- | ------------------ | ----------------------------------------------------- | -------------------- | --- |
|          | Incoronazione della Vergine e quattro santi | 1595-1598             | olio su tela   | 253×197 cm         | Pinacoteca Nazionale                                  | Bologna              | |
|          | Visione di sant'Eustachio | 1596                  | olio su tela   | 193×123 cm         | Palazzo Durazzo-Pallavicini                           | Genova               | |
|          | Madonna col Bambino e i santi Cecilia e Alberto | 1595-1598             | olio su tela   | 52,5×24 cm         | Musei Capitolini                                      | Roma                 | Attribuito anche a Lucio Massari                                                                                         |
|          | Assunzione della Vergine | 1595-1598             | olio su tela   | 57×48 cm           | Collezione privata                                    | Lugano               | |
|          | Morte di Cleopatra | 1595-1598             | olio su tela   |                    | Sanssouci                                             | Potsdam              | |
|          | Apparizione della Madonna a San Domenico e i misteri del Rosario                                                                                      | 1596-1598             | olio su tela   | 390×220 cm         | Santuario della Madonna di San Luca                   | Bologna              | |
|          | Resurrezione | 1596-1600             | olio su tela   | 23×18 cm           | Chiesa di San Domenico                                | Bologna              | |
|          | San Girolamo | 1599-1600             | olio su tela   | ?                  | Galleria Spada                                        | Roma                 | |
|          | Ritratto di Beatrice Cenci | 1600 circa            | olio su tela   | 75×50 cm           | Gallerie nazionali d'arte antica                      | Roma                 | Attribuzione incerta, talvolta si attribuisce l'opera ad Elisabetta Sirani                                               |
|          | Assunzione della Vergine | 1600                  | olio su tela   | 400×280 cm         | chiesa parrocchiale                                   | Pieve di Cento       | |
|          | Santa Cecilia e quattro santi | 1600                  | olio su tavola | 215×137 cm         | Chiesa di San Luigi dei Francesi                      | Roma                 | |
|          | Incoronazione di santa Cecilia e san Valeriano | 1600                  | olio su tela   | 238 cm diametro    | Basilica di Santa Cecilia in Trastevere               | Roma                 | |
|          | Incoronazione di spine | 1601                  | olio su tela   | 170×172 cm         | Collezione privata                                    | Bologna              | |
|          | Martirio di santa Cecilia | 1601                  | olio su tela   | ?                  | Basilica di Santa Cecilia in Trastevere               | Roma                 | Gravemente danneggiato durante la seconda Guerra Mondiale                                                                |
|          | Danza campestre | 1601-1602             | olio su tela   | 81×99 cm           | Galleria Borghese                                     | Roma                 | |
|          | Sant'Apollonia in preghiera | 1602-1603             | olio su rame   | 28×20 cm           | Museo Provincial de Bellas Artes                      | Cordoba              | |
|          | Martirio di sant'Apollonia | 1602-1603             | olio su rame   | 28×20 cm           | Museo Provincial de Bellas Artes                      | Cordoba              | |
|          | Autoritratto | 1602-1603             | olio su tela   | ?                  | Galleria nazionale d'arte antica di Palazzo Barberini | Roma                 | |
|          | Santa Caterina d'Alessandria |                       | olio su tela   | 98×75 cm           | Palazzo Pedralves                                     | Barcellona           | |
|          | Santa Cecilia che suona il violino | 1603                  | olio su tela   | 96×73 cm           | Collezione privata                                    | New York             | |
|          | San Giovanni Evangelista trasportato dall'aquila | ?                     | olio su tela   | 238×176 cm         | Bode Museum                                           | Berlino              | |
|          | Incoronazione della Vergine | 1602-1603             | olio su tavola | 77×81 cm           | Museo del Prado                                       | Madrid               | |
|          | San Benedetto riceve doni dai contadini | 1604                  | olio su muro   | ?                  | Chiostro di San Michele in Bosco                      | Bologna              | Quasi interamente cancellato                                                                                             |
|          | Cristo alla colonna | 1604                  | olio su tela   | 192,7×114,4 cm cm  | Städelsches Kunstinstitut                             | Francoforte sul Meno | |
|          | Crocifissione di san Pietro | 1604-1605             | olio su tela   | 305×175 cm         | Pinacoteca vaticana                                   | Città del Vaticano   | |
|          | Santi Pietro e Paolo | 1605                  | olio su tela   | 197×140 cm         | Pinacoteca di Brera                                   | Milano               | |
|          | Davide con la testa di Golia | 1605                  | olio su tela   | 220×145 cm         | Museo del Louvre                                      | Parigi               | |
|          | Davide con la testa di Golia | 1605                  | olio su tela   | 222×147 cm         | Galleria Palatina                                     | Firenze              | |
|          | Davide con la testa di Golia | 1605                  | olio su tela   | 229×172 cm         | Ringling Museum                                       | Sarasota             | |
|          | Davide | 1605                  | olio su tela   | 65×49 cm           | Kunsthistorisches Museum                              | Vienna               | |
|          | Carità | 1605 circa            | olio su tela   | 115×90 cm          | Galleria Palatina                                     | Firenze              | |
|          | Martirio di santa Caterina d'Alessandria | 1606                  | olio su tela   | 277×195 cm         | Museo Diocesano                                       | Albenga              | Già nella parrocchiale di Sant'Alessandro a Conscente                                                                    |
|          | Madonna col Bambino e san Giovannino | 1606 circa            | olio su rame   | 25×19 cm           | Museo del Louvre                                      | Parigi               | |
|          | Davide e Golia | 1607                  | olio su tela   | 174,5×133 cm       | Arp Museum Banhof                                     | Rolandseck           | Già in collezione Rau, donato nel 2002 all'Unicef, in esposizione temporanea (fino al 2026) all'Arp Museum di Rolandseck |
|          | San Francesco dormiente e un angelo musico | 1607-1610             | olio su tela   | 44,5×34 cm         | Pinacoteca Nazionale                                  | Bologna              | |
|          | Preghiera nell'orto e angeli | 1607-1610             | olio su rame   | 67×43 cm           | Musée Municipal                                       | Sens                 | |
|          | Incoronazione della Vergine | 1607-1610             | olio su rame   | 65×47 cm           | National Gallery                                      | Londra               | |
|          | Annunciazione | 1609-1611             | olio su tela   | 200×350 cm         | Palazzo del Quirinale, cappella dell'Annunziata       | Roma                 | |
|          | Ritratto di monaco | 1610-1611             | olio su tela   | 42,4×31,5 cm       | Collezione privata                                    | Firenze              | |
|          | San Sebastiano | 1610 circa            | olio su tela   | 177×141 cm         | Museo de Arte                                         | Ponce                | |
|          | Schiavo a Ripa Grande | 1613                  | olio su tela   |                    | Galleria Spada                                        | Roma                 | |
|          | San Sebastiano | 1615 circa            | olio su tela   | 129×98 cm          | Musei Capitolini                                      | Roma                 | |
|          | San Sebastiano | 1615 circa            | olio su tela   | 127×92 cm          | Musei di Strada Nuova (Palazzo Rosso)                 | Genova               | |
|          | San Sebastiano | 1615 circa            | olio su tela   | 134,3×91,4 cm      | Rhode Island School of Design Museum of Art           | Providence           | |
|          | Trionfo di Sansone | 1611 circa            | olio su tela   | 260×223 cm         | Pinacoteca Nazionale                                  | Bologna              | |
|          | Strage degli innocenti | 1611                  | olio su tela   | 268×170 cm         | Pinacoteca Nazionale                                  | Bologna              | |
|          | Ritratto di donna anziana (ritratto della madre) | 1612                  | olio su tela   | 64×44 cm           | Pinacoteca Nazionale                                  | Bologna              | |
|          | Testa di donna anziana | 1612                  | olio su tela   | 34,5×28 cm         | Pinacoteca Nazionale                                  | Bologna              | |
|          | San Filippo Neri in adorazione della Madonna | 1614                  | olio su tela   | 180×110 cm         | Chiesa di Santa Maria in Vallicella                   | Roma                 | |
|          | Lot e le figlie in fuga da Sodoma | 1615                  | olio su tela   | 115×148 cm         | National Gallery                                      | Londra               | |
|          | Pietà adorata da cinque santi | 1616                  | olio su tela   | 700×341 cm         | Pinacoteca Nazionale                                  | Bologna              | |
|          | San Sebastiano | 1617-1619             | olio su tela   | 117×132 cm         | Museo del Louvre                                      | Parigi               | |
|          | San Sebastiano | 1617-1619             | olio su tela   | 170×133 cm         | Museo del Prado                                       | Madrid               | |
|          | Carità | ?                     | olio su tela   | 137,2×106 cm       | Metropolitan Museum of Art                            | New York             | |
|          | Cristo crocifisso con la Madonna, Giovanni e la Maddalena                                                                                             | 1617 circa            | olio su tela   | 397×266 cm         | Pinacoteca Nazionale                                  | Bologna              | |
|          | Addolorata | 1617 circa            | olio su tela   | 49×38 cm           | Staatliche Museen                                     | Berlino              | Dettaglio della tela precedente                                                                                          |
|          | Addolorata | 1615-1620             | olio su rame   | 50×40 cm           | Galleria nazionale d'arte antica di palazzo Corsini   | Roma                 | |
|          | Conversione di Saulo | 1615-1620             | olio su tela   | 238×179 cm         | Palazzo Reale                                         | Madrid               | |
|          | Assunzione | 1616                  | olio su tela   | 442×287 cm         | Chiesa del Gesù e dei Santi Ambrogio e Andrea         | Genova               | |
|          | Assunta e angeli | 1616-1617             | olio su tela   |                    |                                                       | Vienna               | |
|          | San Pietro in lacrime | 1616-1617             | olio su tela   | 184×135 cm         | Galleria Palatina di Palazzo Pitti                    | Firenze              | |
|          | San Rocco in carcere | 1617-1618             | olio su tela   | 369x215 cm         | Galleria Estense                                      | Modena               | |
|          | San Giacomo Maggiore | 1618-1623             | olio su tela   | 135x89 cm          | Museo del Prado                                       | Madrid               | |
|          | Atalanta e Ippomene | 1618-1619             | olio su tela   | 193×272 cm         | Museo del Prado                                       | Madrid               | |
|          | Atalanta e Ippomene | 1615-1618 o 1620-1625 | olio su tela   | 192×264 cm         | Museo di Capodimonte                                  | Napoli               | |
|          | Quattro stagioni | 1617-1620             | olio su tela   | 175×230 cm         | Museo di Capodimonte                                  | Napoli               | |
|          | Quattro stagioni | 1620                  | olio su tela   | 170×221,5 cm       | Kunsthistorisches Museum                              | Vienna               | Forse con interventi attribuiti alla bottega (di Francesco Gessi?)                                                       |
|          | La toilette di Venere | 1620 ca.              | olio su tela   | 282×206 cm         | National Gallery                                      | Londra               | |
|          | La Vanità e la Modestia | 1626 ca.              | olio su tela   |                    | Museo di Capodimonte                                  | Napoli               | Forse con interventi attribuiti alla bottega (di Giovanni Giacomo Semenza?)                                              |
|          | Ercole sulla Pira | 1617-1619             | olio su tela   | 260×192 cm         | Museo del Louvre                                      | Parigi               | |
|          | Ercole e Acheloo | 1617-1621             | olio su tela   | 261×192 cm         | Museo del Louvre                                      | Parigi               | |
|          | Ercole e l'Idra | 1617-1620             | olio su tela   | 260×192 cm         | Museo del Louvre                                      | Parigi               | |
|          | Deianira rapita da Nesso | 1617-1621             | olio su tela   | 230×190 cm         | Museo del Louvre                                      | Parigi               | |
|          | Deianira rapita da Nesso | 1617-1621             | olio su tela   | 257×195 cm         | Galleria del Castello                                 | Praga                | |
|          | Bacchino | 1615-1620             | olio su tela   | 87×70 cm           | Galleria Palatina di Palazzo Pitti                    | Firenze              | |
|          | Bacco e Arianna | 1619-1620             | olio su tela   | 96,5×86,4 cm       | County Museum of Art                                  | Los Angeles          | |
|          | Lotta di Amorini | 1621                  | olio su tela   | × cm               | Galleria Doria Pamphilj                               | Roma                 | |
|          | Lotta di Amorini | 1621 ca.              | olio su tela   | × cm               | Musei civici                                          | Torino               | Attribuita a Francesco Albani                                                                                            |
|          | Vittoria dell'amore sacro sull'amore profano | 1625                  | olio su tela   | 131×136 cm         | Palazzo Spinola                                       | Genova               | |
|          | Vittoria dell'amore sacro sull'amore profano | 1625 ca.              | olio su tela   | 245×315 cm         | Museo nazionale di palazzo Reale                      | Pisa                 | |
|          | San Sebastiano | 1625 circa            | olio su tela   | 168×130 cm         | Art Gallery                                           | Auckland             | |
|          | Bacchino | 1623                  | olio su tela   | 72×56 cm           | Gemäldegalerie Alte Meister                           | Dresda               | |
|          | Caduta della Manna | 1614-1615             | olio su tela   | 280×170 cm         | Duomo                                                 | Ravenna              | |
|          | Madonna col Bambino | 1624-1625             | olio su tela   | 212x137 cm         | Museo del Prado                                       | Madrid               | |
|          | Cristo risorto | 1620                  | olio su tela   | 228×138 cm         | Museo Nazionale di Belle Arti                         | La Valletta          | |
|          | Cristo abbracciato alla croce | 1621 circa            | olio su tela   | 229×142 cm         | Real Academia de Bellas Artes de San Fernando         | Madrid               | |
|          | Mosè con le tavole della legge | 1624 circa            | olio su tela   | 173×134 cm         | Galleria Borghese                                     | Roma                 | |
|          | Ritratto di papa Gregorio XV | 1621-1622             | olio su tela   | 131,5×95,3 cm      | Collezione privata                                    | Corsham Court        | |
|          | Susanna e i vecchioni | 1621 circa            | olio su tela   | 116×151 cm         | National Gallery                                      | Londra               | |
|          | Susanna e i vecchioni | 1621 circa            | olio su tela   | 113×118 cm         | Galleria degli Uffizi                                 | Firenze              | |
|          | Il Disegno e il Colore | 1620-1625             | olio su tela   | 121 cm di diametro | Museo del Louvre                                      | Parigi               | |
|          | Apollo e Marsia | 1620-1625             | olio su tela   | 220×167 cm         | Musée des Augustins                                   | Tolosa               | |
|          | Apollo e Marsia | 1633 circa            | olio su tela   | 220×165 cm         | Alte Pinakothek                                       | Monaco di Baviera    | |
|          | Consegna delle chiavi | 1625                  | olio su tela   | 343×218 cm         | Museo del Louvre                                      | Parigi               | |
|          | Madonna in adorazione del Bambino dormiente | 1620-1629             | olio su tela   | 92,5×110,5 cm      | Galleria Doria Pamphilj                               | Roma                 | |
|          | San Giovanni Battista | 1620-1625             | olio su tela   |                    | Collezione privata                                    | Roma                 | |
|          | Madonna in trono con tre santi | 1620-1621             | olio su tela   | 319×216 cm         | Gemäldegalerie Alte Meister                           | Dresda               | |
|          | Annunciazione | 1621                  | olio su tela   | × cm               | Pinacoteca Civica                                     | Fano                 | |
|          | Fuga in Egitto | 1622                  | olio su tela   | 162×128,3 cm       | Collezione privata                                    | Ignota               | |
|          | Fuga in Egitto | 1622                  | olio su tela   | 157×131 cm         | Quadreria dei Girolamini                              | Napoli               | |
|          | Estasi di san Francesco | 1622                  | olio su tela   | 198×133 cm         | Chiesa dei Girolamini                                 | Napoli               | |
|          | Estasi di san Francesco | 1622                  | olio su tela   | 193×129 cm         | Museo del Louvre                                      | Parigi               | |
|          | Incontro tra Gesù e san Giovanni Battista | 1622                  | olio su tela   | 198×148 cm         | Quadreria dei Girolamini                              | Napoli               | |
|          | Gesù e san Giovanni Battista | 1622                  | olio su tela   | 48×68 cm           | National Gallery                                      | Londra               | |
|          | Cristo deriso | 1622-1623             | olio su tela   | 192×151,3 cm       | Alte Pinakothek                                       | Monaco di Baviera    | |
|          | Battesimo di Cristo | 1622-1623             | olio su tela   | 263,5×186,5 cm     | Kunsthistorisches Museum                              | Vienna               | |
|          | Annunciazione | 1629                  | olio su tela   | 319×221 cm         | Museo del Louvre                                      | Parigi               | |
|          | Maddalena penitente | 1633                  | olio su tela   | 234×151 cm         | Galleria nazionale d'arte antica di Palazzo Barberini | Roma                 | |
|          | Maddalena penitente | 1633-1634             | olio su tela   | 75×62 cm           | Museo del Prado                                       | Madrid               | |
|          | Maria Maddalena | 1633-1634             | olio su tela   | 160×129,5 cm       | Museums Resource Centre                               | Glasgow              | |
|          | Maria Maddalena | 1633-1634             | olio su tela   | 78x68 cm           | National Gallery                                      | Londra               | |
|          | Maria Maddalena in preghiera | 1627-1628 circa       | olio su tela   | 111,5×93 cm        | Musée des beaux-arts                                  | Quimper              | |
|          | Maria Maddalena | 1635-1640             | olio su tela   | 73,5×60,5 cm       | Kunsthistorisches Museum                              | Vienna               | |
|          | La Fortuna | 1623 circa            | olio su tela   | 188x155 cm         | Pinacoteca Vaticana                                   | Città del Vaticano   | |
|          | La Fortuna | 1623 circa            | olio su tela   | 164x131,5 cm       | Accademia di San Luca                                 | Roma                 | |
|          | Ritratto di Cardinal Roberto Ubaldini | 1627                  | olio su tela   | 196,8×149,2 cm     | County Museum of Art                                  | Los Angeles          | |
|          | Trinità | 1625-1626             | olio su tela   | 564×301 cm         | Chiesa della Trinità dei Pellegrini                   | Roma                 | |
|          | Suicidio di Cleopatra | 1626                  | olio su tela   |                    | Collezione privata                                    | Firenze              | |
|          | Lucrezia | 1620-1630             | olio su tela   | 215×151 cm         | Neues Palais                                          | Potsdam              | |
|          | Lucrezia | 1620-1630             | olio su tela   | 234×150 cm         | Galleria Spada                                        | Roma                 | |
|          | Cleopatra | 1630 circa            | olio su tela   | 113,7×94,9 cm      | Collezioni reali                                      | Castello di Windsor  | |
|          | Cleopatra | 1640 circa            | olio su tela   | 110×94 cm          | Museo del Prado                                       | Madrid               | |
|          | Lucrezia | 1625 circa            | olio su tela   | 108,6×98,1 cm      | Rhode Island School of Design Museum of Art           | Providence           | |
|          | Lucrezia | 1625-1626             | olio su tela   | 99×54,6 cm         | Dulwich Picture Gallery                               | Londra               | |
|          | Giuditta | 1620 circa            | olio su tela   | 43,7×35,7 cm       | Museum of Art                                         | Birmingham           | |
|          | Giuditta con la testa di Oloferne | 1625-1630             | olio su tela   | 234×150,3 cm       | Galleria Spada                                        | Roma                 | |
|          | Enea e Didone | 1625-1630             | olio su tela   | 119×150 cm         | Staatliche Gemaldegalerie                             | Kassel               | |
|          | Sibilla | 1640 circa            | olio su tela   | 74,9×147,4 cm      | Spencer Museum of Art                                 | Kansas               | |
|          | San Paolo | 1633-1634             | olio su tela   | × cm               | Museo del Prado                                       | Madrid               | |
|          | San Pietro | 1633-1634             | olio su tela   | × cm               | Museo del Prado                                       | Madrid               | |
|          | Ritratto dell'orafo Jacobs | 1625-1630             | olio su tela   | 92×69 cm           | Pinacoteca Nazionale                                  | Bologna              | |
|          | Santo vescovo domenicano | 1625-1630             | olio su tela   | 115×86 cm          | Galleria degli Uffizi                                 | Firenze              | |
|          | Crocifisso tra la Madonna e san Giovanni | 1626-1630             | olio su tela   | 96,5×75 cm         | Collezione privata                                    | Alnwich Castle       | |
|          | Immacolata Concezione | 1622-1625             | olio su tela   | 325×220 cm         | Chiesa di San Biagio                                  | Forlì                | |
|          | Assunzione di Maria | 1622-1627             | olio su tela   | 238×150 cm         | Chiesa di Santa Maria Assunta                         | Castelfranco Emilia  | |
|          | Immacolata Concezione | 1627                  | olio su tela   | 268×185,4 cm       | Metropolitan Museum of Art                            | New York             | |
|          | Cristo bambino che gioca con un fringuello | 1634-1645             | olio su tela   | 54×63 cm           | Blanton Museum of Art                                 | Austin               | |
|          | Gesù bambino dormiente | 1625-1635             | olio su rame   | 21,4×28 cm         | Art Museum                                            | Princeton            | |
|          | Madonna col Bambino | 1628-1630 circa       | olio su tela   | 114,3×91,4 cm      | North Carolina Museum of Art                          | Raleigh              | |
|          | Ritratto di donna | 1638–1639             | olio su tela   |                    | Museums Trust                                         | Birmingham           | |
|          | Ragazza con una rosa | 1630-1631             | olio su tela   | 81×62 cm           | Museo del Prado                                       | Madrid               | |
|          | Davide e Abigail | 1630-1635             | olio su tela   | 156×164 cm         | Collezione privata                                    | New York             | |
|          | Davide e Abigail | 1630-1635             | olio su tela   | 153×161 cm         | Museo di Belle Arti                                   | Budapest             | |
|          | Ritratto di Bernardino Spada | 1631 circa            | olio su tela   | 222×147 cm         | Galleria Spada                                        | Roma                 | |
|          | Ratto di Elena | 1631                  | olio su tela   | 253x265 cm         | Museo del Louvre                                      | Parigi               | |
|          | Giuseppe e la moglie di Putifarre | 1630-1635             | olio su tela   | 227x195 cm         | Museo Puskin                                          | Mosca                | |
|          | Madonna col Bambino in gloria e i santi Petronio, Francesco, Ignazio, Francesco Saverio, Procolo e Floriano (o Pala della peste, o Pallione del Voto) | 1631-1632             | olio su tela   | 382×242 cm         | Pinacoteca Nazionale                                  | Bologna              | |
|          | Madonna della Pace | 1631-1632             | olio su tela   | 183×147 cm         | Musèe Condé                                           | Chantilly            | |
|          | Madonna col Bambino e santi | 1631-1632             | olio su rame   | 61×36 cm           | Galleria nazionale d'Irlanda                          | Dublino              | |
|          | Madonna con Bambino in trono, san Francesco d'Assisi e santa Caterina d'Alessandria                                                                   | 1625-1635             | olio su tela   | 363×219 cm         | Pinacoteca Comunale                                   | Faenza               | Gravemente danneggiata durante la seconda Guerra Mondiale                                                                |
|          | Annunciazione | 1630-1634             | olio su tela   | 237x154            | Pinacoteca civica                                     | Ascoli Piceno        | |
|          | San Giovanni Battista nel deserto |                       |                |                    | Musée des Beaux-Arts                                  | Nantes               | |
|          | Sant'Andrea Corsini in preghiera | 1630-1635             | olio su tela   | 235×155 cm         | Galleria degli Uffizi                                 | Firenze              | |
|          | Madonna col Bambino dormiente | 1630-1635             | olio su tela   | 68×55 cm           | Chiesa di San Bartolomeo                              | Bologna              | |
|          | Salomè con la testa di Battista | 1630-1635             | olio su tela   |                    | Galleria nazionale d'arte antica di Palazzo Corsini   | Roma                 | |
|          | Perseo libera Andromeda | 1630-1639             | olio su tela   | 271×217 cm         | Galleria Pallavicini                                  | Roma                 | |
|          | Autoritratto | 1630-1635             | olio su tela   | 48,5×37 cm         | Galleria degli Uffizi                                 | Firenze              | |
|          | Madonna col Bambino e i santi Tommaso e Girolamo | 1635                  | olio su tela   | 340x210 cm         | Pinacoteca Vaticana                                   | Città del Vaticano   | |
|          | Disputa dei Padri della Chiesa sull'Immacolata | 1635                  | olio su tela   | 274x185 cm         | Museo dell'Ermitage                                   | San Pietroburgo      | |
|          | San Michele arcangelo sconfigge Satana | 1630-1635             | olio su seta   | 293×202 cm         | Chiesa di Santa Maria della Concezione                | Roma                 | |
|          | Ratto d'Europa | 1630-1640             | olio su tela   | 174x129 cm         | Collezione privata                                    | Londra               | |
|          | Ratto d'Europa | 1630-1640             | olio su tela   | 114,5x88,5 cm      | Museo dell'Ermitage                                   | San Pietroburgo      | |
|          | Trionfo di Giobbe | 1636                  | olio su tela   | 410×270 cm         | Cattedrale di Notre-Dame                              | Parigi               | |
|          | Ritratto del cardinale Berlinghiero Gessi | 1641 circa            | olio su tela   |                    | Chiesa di Santa Maria della Vittoria                  | Roma                 | |
|          | San Giuseppe con Gesù bambino | 1620-1630             | olio su tela   | 126×101 cm         | Museo dell'Ermitage                                   | San Pietroburgo      | |
|          | Salomè riceve la testa del Battista | 1635                  | olio su tela   | 190×150 cm         | Ringling Museum                                       | Sarasota             | |
|          | Scuola di cucito | 1635-1640             | olio su tela   | 146×205,5 cm       | Museo dell'Ermitage                                   | San Pietroburgo      | |
|          | Scuola di cucito | 1635-1640             | olio su tela   |                    | Santuario della Santa Casa                            | Loreto               | Ritenuta copia di bottega                                                                                                |
|          | Sant'Andrea Corsini | 1635-1640             | olio su tela   | 235×139 cm         | Pinacoteca Nazionale                                  | Bologna              | |
|          | Purificazione della Vergine | 1635-1640             | olio su tela   | 286×201 cm         | Museo del Lovre                                       | Parigi               | |
|          | Circoncisione di Cristo | 1635-1640 circa       | olio su tela   | 371,5×216 cm       | Chiesa di San Martino                                 | Siena                | |
|          | Sibilla | 1635-1636 circa       | olio su tela   | 74×58 cm           | Pinacoteca Nazionale                                  | Bologna              | |
|          | San Giovanni Battista | 1635-1640             | olio su tela   | 112×58 cm          | Galleria Sabauda                                      | Torino               | |
|          | Cleopatra | 1635-1640             | olio su tela   | 122×96 cm          | Galleria Palatina di Palazzo Pitti                    | Firenze              | |
|          | Cleopatra | 1635-1640             | olio su tela   | 77×65 cm           | Collezione privata                                    | ignota               | |
|          | Salomé con la testa di Battista | 1639-1640             | olio su tela   | 248,5×174 cm       | Art Institute                                         | Chicago              | |
|          | San Matteo Evangelista e un angelo | 1630-1640             | olio su tela   | 86×68 cm           | Pinacoteca Vaticana                                   | Città del Vaticano   | |
|          | San Matteo Evangelista e un angelo | 1630-1640             | olio su tela   | 78×65 cm           | Bob Jones University                                  | Grenville            | |
|          | San Marco | 1630-1640             | olio su tela   | 78×65 cm           | Bob Jones University                                  | Grenville            | |
|          | San Luca | 1630-1640             | olio su tela   | 78×65 cm           | Bob Jones University                                  | Grenville            | |
|          | San Giovanni | 1630-1640             | olio su tela   | 78×65 cm           | Bob Jones University                                  | Grenville            | |
|          | San Giovanni Evangelista | 1630-1640             | olio su tela   |                    | Museo di Capodimonte                                  | Napoli               | |
|          | San Girolamo | 1625-1626             | olio su tela   | 111,8×86,4 cm      | National Gallery                                      | Londra               | |
|          | Adorazione dei pastori | 1630-1642             | olio su tela   | 485×350 cm         | Certosa di San Martino                                | Napoli               | |
|          | Sibilla | 1635-1642             | olio su tela   |                    | Musei di Strada Nuova (Palazzo Rosso)                 | Genova               | |
|          | Sibilla | 1635-1642             | olio su tela   |                    | Musei di Strada Nuova (Palazzo Rosso)                 | Genova               | |
|          | Sibilla | 1635-1642             | olio su tela   |                    | Musei di Strada Nuova (Palazzo Rosso)                 | Genova               | |
|          | Sibilla | 1635-1642             | olio su tela   |                    | Musei di Strada Nuova (Palazzo Rosso)                 | Genova               | |
|          | Madonna orante | 1635-1642             | olio su tela   |                    | Musei di Strada Nuova (Palazzo Rosso)                 | Genova               | |
|          | Cristo Salvatore | 1635-1642             | olio su tela   |                    | Musei di Strada Nuova (Palazzo Rosso)                 | Genova               | |
|          | San Marco Evangelista | 1635-1642             | olio su tela   | 85×97 cm           | Musei di Strada Nuova (Palazzo Rosso)                 | Genova               | |
|          | San Marco Evangelista | 1635-1642             | olio su tela   | 65×55,7 cm         | Galleria Pallavicini                                  | Roma                 | |
|          | Apostolo che scrive | 1635-1642             | olio su tela   | 80×69 cm           | Collezione Durazzo Pallavicini                        | Genova               | |
|          | San Pietro (o sant'Andrea) leggente | 1635-1642             | olio su tela   | 60×40 cm           | Pinacoteca di Brera                                   | Milano               | |
|          | Busto di vecchio | 1635-1642             | olio su tela   | 77,5x62,5 cm       | Galleria Palatina di Palazzo Pitti                    | Firenze              | |
|          | Pentimento di san Pietro | 1635                  | olio su tela   | × cm               | Museo dell'Ermitage                                   | San Pietroburgo      | |
|          | San Girolamo | 1636-1637 circa       | olio su tela   | 79×64,5 cm         | Gemäldegalerie Alte Meister                           | Dresda               | |
|          | San Girolamo penitente e un angelo | 1635-1642             | olio su tela   | 278×238 cm         | Kunsthistorisches Museum                              | Vienna               | |
|          | San Girolamo e l'angelo | 1638                  | olio su tela   |                    | Institute of Arts                                     | Detroit              | |
|          | Caduta dei giganti | 1637 circa            | olio su tela   | 204x182 cm         | Museo civico                                          | Pesaro               | |
|          | Arianna | 1638-1640             | olio su tela   | 220×150 cm         | Pinacoteca Nazionale                                  | Bologna              | |
|          | Venere e Cupido | 1639 circa            | olio su tela   | 136×174 cm         | Gemäldegalerie Alte Meister                           | Dresda               | |
|          | Crocifisso | 1639                  | olio su tela   | 261×174 cm         | Galleria estense                                      | Modena               | |
|          | Cristo coronato di spine | 1637 circa            | olio su tela   | 66,8×55,5 cm       | Pinacoteca Nazionale                                  | Bologna              | |
|          | Polifemo | 1639-1640             | olio su tela   | 52×63,5 cm         | Musei Capitolini                                      | Roma                 | |
|          | Coronazione di spine | 1639-1640             | olio su tela   | 49×37 cm           | Gemäldegalerie Alte Meister                           | Dresda               | |
|          | Ecce Homo | 1639-1640             | olio su tela   | 62×48 cm           | Museo del Louvre                                      | Parigi               | |
|          | Ecce Homo | 1639 circa            | olio su tela   | 113×95,2 cm        | Fitzwilliam Museum                                    | Cambridge            | |
|          | Coronazione di spine | 1639-1640             | olio su tela   | 79×65 cm           | Gemäldegalerie Alte Meister                           | Dresda               | |
|          | Crocifissione | 1639-1642             | olio su tela   | 267×177 cm         | Galleria Pallavicini                                  | Roma                 | |
|          | Crocifissione | 1639-1642             | olio su tela   | 342×220 cm         | Chiesa di San Lorenzo in Lucina                       | Roma                 | |
|          | Lucrezia preordina il suicidio | 1640 circa            | olio su tela   |                    | Fondazione Carisbo                                    | Bologna              | |
|          | Lucrezia | 1636-1638             | olio su tela   | 101,5×82 cm        | Museo nazionale d'arte occidentale                    | Tokyo                | |
|          | Busto della Maddalena | 1635-1642             | olio su tela   | 77,5×59 cm         | Musei Capitolini                                      | Roma                 | |
|          | Assunzione della Vergine | 1638-1639             | olio su tela   | 295×208 cm         | Alte Pinakothek                                       | Monaco di Baviera    | |
|          | Assunzione della Vergine | 1637                  | olio su tela   | 242×161 cm         | Musée des Beaux-Arts                                  | Lione                | |
|          | Riposo durante la fuga in Egitto | 1637                  | olio su tela   | 163×134,5 cm       | Museo della collezione Giovanni Paolo II              | Varsavia             | |
|          | San Giovanni Battista nel deserto | 1636-37               | olio su tela   | 225,4×162,4 cm     | Dulwich Picture Gallery                               | Londra               | |
|          | San Sebastiano | 1639-1640             | olio su tela   | 235×167 cm         | Pinacoteca Nazionale                                  | Bologna              | |
|          | Adorazione dei pastori | 1640 circa            | olio su tela   | 480×321 cm         | National Gallery                                      | Londra               | |
|          | Adorazione dei pastori | 1640 circa            | olio su tela   | 42×53 cm           | Pinacoteca di Brera                                   | Milano               | |
|          | Madonna col Bambino in apparizione a san Francesco | 1640-1642             | olio su tela   | 298×204 cm         | Pinacoteca Nazionale                                  | Bologna              | |
|          | Angelo custode | 1640-1642             | olio su tela   | 252×153 cm         | Musei Capitolini                                      | Roma                 | |
|          | Gesù bambino con san Giovannino | 1640-1642             | olio su tela   | 86,5×69 cm         | Musei Capitolini                                      | Roma                 | |
|          | San Giuseppe | 1640-1642             | olio su tela   | 65×53 cm           | Galleria nazionale d'arte antica di Palazzo Barberini | Roma                 | |
|          | Lucrezia | 1640-1642             | olio su tela   | 91 ×73 cm          | Musei Capitolini                                      | Roma                 | |
|          | Fanciulla con corona | 1640-1642             | olio su tela   | 91 ×73 cm          | Musei Capitolini                                      | Roma                 | |
|          | Cleopatra | 1640-1642             | olio su tela   | 91×73 cm           | Musei Capitolini                                      | Roma                 | |
|          | Flagellazione | 1640-1642             | olio su tela   | 278,5×7180,5 cm    | Pinacoteca Nazionale                                  | Bologna              | |
|          | Adorazione dei magi | 1642                  | olio su tela   | 367,3×268,6 cm     | Museum of Art                                         | Cleveland            | |